# Astronaute Club Européen
Pour les articles homonymes, voir ACE.
L'Astronaute Club Européen ou ACE, est une association loi de 1901 fondée le 3 décembre 2005 (décret du Journal officiel n°20050049), par Jean-Pierre Haigneré (cosmonaute), Laurent Gathier (responsable des activités spatiales chez Dassault) et Alain Dupas (Physicien, chargé de mission au CNES) ; et dont le siège social se situe dans les bureaux de l'Aéroclub de France à Paris.

## Présentation
Son rôle est de promouvoir le vol suborbital en Europe et piloter le développement des vols paraboliques et suborbitaux privés, et de les mettre à disposition du public. Pour cela, l'association se propose de développer un véhicule suborbital habité (VEHRA-SH).
Depuis sa création, l'ACE a participé à :
- La publication d'ouvrages ;
- L'organisation de conférence ;
- Plusieurs événements (séminaires, congrès, etc.) ;
- La proposition de thèmes d'études aux universités.

## Le projet VSH
Le projet VSH fait partie du Défi Aérospatial Étudiant, qui permet à des équipes d'étudiants européens, au travers d'un travail collaboratif, de participer à l'élaboration du projet en s'intéressant à différents aspects du système VSH : propulsion, avionique, simulateur de vol mais aussi maintenance, management, aspects juridiques, etc. tout en respectant un cadre technique, celui d'un véhicule lancé à partir d'un avion commercial, qui atteindra Mach 3,5 et les 100 km d'altitude, à savoir les limites de l'espace. Le tout en partenariat avec des sociétés aéronautiques et spatiales telles que :
- EADS ;
- Dassault Aviation ;
- SAFRAN ;
- THALES.